# Umberto di Savoia (figlio illegittimo)

Stemma di Umberto di Savoia

Umberto di Savoia, detto Gran Bastardo di Savoia (1377 – Estavayer-le-Lac, 13 ottobre 1443), figlio illegittimo del conte Amedeo VII di Savoia e quindi fratellastro del futuro conte, poi duca Amedeo VIII di Savoia.

## Biografia

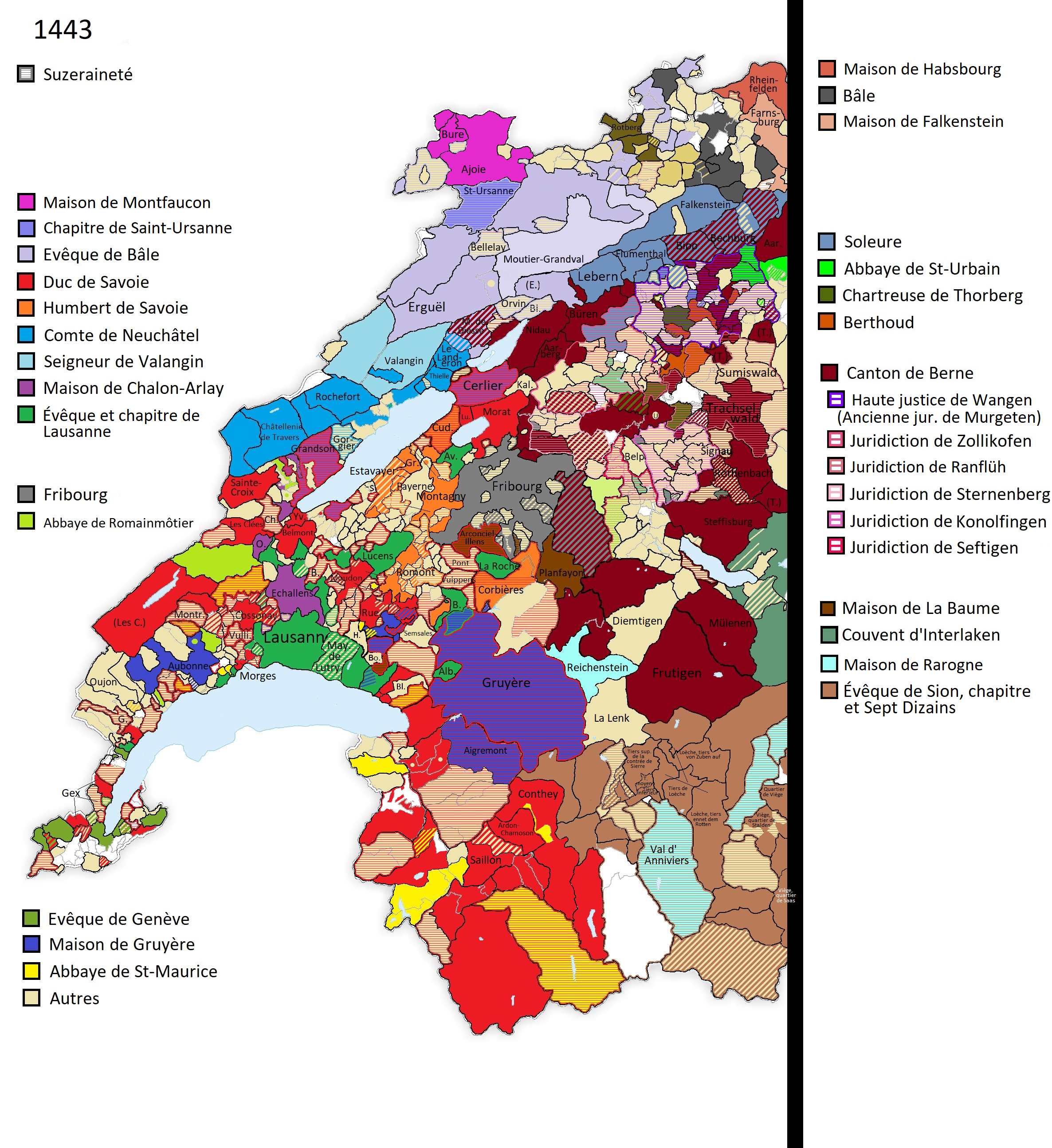
Mappa dei possedimenti di Umberto di Savoia nel 1443 (in arancione).

Umberto nacque nel 1370. Gli storici comunemente mantengono la "data concordata" del 1377. Era figlio di un principe, il conte di Bresse e futuro conte di Savoia, Amedeo VII, allora diciassettenne, figlio di Amedeo VI. Ebbe una relazione adulterina a Bourg-en-Bresse, durante un soggiorno nella Bresse, con Françoise Arnaud.
Figlio del conte, fu allevato alla corte sabauda e, come gli altri bastardi, avrebbe occupato un alto rango alla corte del conte. Come spesso accade con i figli illegittimi, era destinato ad una carriera cavalleresca. La relazione tra Umberto di Savoia e Françoise sembra concludersi con l'arrivo in Savoia della legittima moglie del padre, Bona di Berry, che sposò nel 1377.
Suo padre, il conte Amedeo VII, morì accidentalmente il 1° novembre 1391 a Ripaille. Il suo fratellastro ereditò il titolo e i diritti diventando conte Amedeo VIII di Savoia.

### Partecipazione alle Crociate
A causa di questa origine illegittima, Umberto sembra voler ottenere un certo prestigio andando a cercare gloria in Oriente. Nel 1396, re Sigismondo d'Ungheria lanciò una crociata per contrastare l'avanzata degli Ottomani. I principi dell'Occidente cristiano radunarono un esercito al quale partecipò anche la contea di Savoia inviando settanta cavalieri savoiardi, tra cui Umberto. La campagna termina nel settembre 1396 dal disastro di Nicopoli (oggi Nicopoli in Bulgaria), dove i crociati furono sconfitti dal sultano Bayezid I.
Il cavaliere Umberto, così come il giovane Giovanni di Borgogna, conte di Nevers, furono fatti prigionieri. La "Cronaca" del monaco di Saint-Denys indica che "tra questi c'erano un illustre conte ungherese e un bastardo del defunto conte di Savoia". Rimase rinchiuso per sei anni. Il suo fratellastro accettò di pagare il riscatto, che il 20 luglio 1402, la battaglia di Angora, vide la vittoria dei cristiani sulle truppe del sultano, che fu anche fatto prigioniero. Ritornò in Savoia durante l'inverno del 1402-1403.
Al suo ritorno, prese come motto Allah-hac, che gli studiosi traducono come "Dio è grande".

### Signore di Vaud
Al suo ritorno nel 1403, Umberto ereditò numerose castellanie situate nel Canton Vaud, le signorie di Cudrefin, Grandcour e Bellerive. L’insieme costituisce una vera e propria “Marca del Nord”, spazio strategico nella politica espansionistica sabauda. Oltre al terreno previsto dal testamento del padre e assegnato dal fratellastro, era prevista anche la corresponsione di un reddito molto probabilmente superiore a 1.500 fiorini all'anno.
Il suo rango nella famiglia principesca e la fiducia riposta in lui dal fratellastro e conte, gli permisero di svolgere un ruolo di primo piano nella politica internazionale dei Savoia, e divenne così un diplomatico presente nelle corti europee, in Germania, in Francia e perfino nei principati italiani. Viene così menzionato, nel 1414, come uno degli inviati dell'imperatore Sigismondo. Quest'ultimo avrebbe costituito la contea di Savoia come ducato due anni dopo. Umberto era presente al Concilio di Costanza convocato dall'imperatore.

### Morte e volontà
Il 10 dicembre 1440, il conte Umberto preparò il suo testamento. Egli previde tre possibilità per il giorno della sua morte, tre luoghi di riposo per i quali ha già provveduto facendo creare una cappella.
Senza figli, avendo il fratellastro lasciato il trono al figlio che sarebbe diventato antipapa con il nome di Felice V nel 1439, Umberto lasciò in eredità tutti i suoi beni al nipote, il duca Luigi I.
Umberto morì il 13 ottobre 1443 nel suo castello di Chenaux a Estavayer. Fu poi sepolto nella chiesa del monastero domenicano di Estavayer. Nell'abbazia di Hautecombe, tuttavia, fece costruire una statua funeraria.

## Ascendenza
|                      |     |                     | Genitori                 |  |  | Nonni |  |  | Bisnonni         |  |  | Trisnonni          |  |
|                      |     |                     |                          |  |  |       |  |  | Aimone di Savoia |  |  | Amedeo V di Savoia |  |
|                      |     |                     |                          |  |  |       |  |  | Aimone di Savoia |  |  | Amedeo V di Savoia |  |
|                      |     | Sibilla de Baugé    |                          |  |  |       |  |  | Aimone di Savoia |  |  |                    |  |
| Amedeo VI di Savoia  |     |                     |                          |  |  |       |  |  | Aimone di Savoia |  |  |                    |  |
|                      |     | Violante Paleologa  | Teodoro I del Monferrato |  |  |       |  |  |                  |  |  |                    |  |
|                      |     | Violante Paleologa  | Teodoro I del Monferrato |  |  |       |  |  |                  |  |  |                    |  |
|                      |     | Violante Paleologa  | Argentina Spinola        |  |  |       |  |  |                  |  |  |                    |  |
| Amedeo VII di Savoia |     | Violante Paleologa  |                          |  |  |       |  |  |                  |  |  |                    |  |
|                      |     | Pietro I di Borbone | Luigi I di Borbone       |  |  |       |  |  |                  |  |  |                    |  |
|                      |     | Pietro I di Borbone | Luigi I di Borbone       |  |  |       |  |  |                  |  |  |                    |  |
|                      |     | Pietro I di Borbone | Maria di Avesnes         |  |  |       |  |  |                  |  |  |                    |  |
| Bona di Borbone      |     | Pietro I di Borbone |                          |  |  |       |  |  |                  |  |  |                    |  |
|                      |     | Isabella di Valois  | Carlo di Valois          |  |  |       |  |  |                  |  |  |                    |  |
|                      |     | Isabella di Valois  | Carlo di Valois          |  |  |       |  |  |                  |  |  |                    |  |
|                      |     | Isabella di Valois  | Mahaut di Châtillon      |  |  |       |  |  |                  |  |  |                    |  |
| Umberto di Savoia    |     | Isabella di Valois  |                          |  |  |       |  |  |                  |  |  |                    |  |
|                      | ... | ...                 |                          |  |  |       |  |  |                  |  |  |                    |  |
|                      | ... | ...                 |                          |  |  |       |  |  |                  |  |  |                    |  |
|                      | ... | ...                 |                          |  |  |       |  |  |                  |  |  |                    |  |
| ...                  | ... |                     |                          |  |  |       |  |  |                  |  |  |                    |  |
|                      |     | ...                 | ...                      |  |  |       |  |  |                  |  |  |                    |  |
|                      |     | ...                 | ...                      |  |  |       |  |  |                  |  |  |                    |  |
|                      |     | ...                 | ...                      |  |  |       |  |  |                  |  |  |                    |  |
| Françoise Arnaud     |     | ...                 |                          |  |  |       |  |  |                  |  |  |                    |  |
|                      |     | ...                 | ...                      |  |  |       |  |  |                  |  |  |                    |  |
|                      |     | ...                 | ...                      |  |  |       |  |  |                  |  |  |                    |  |
|                      |     | ...                 | ...                      |  |  |       |  |  |                  |  |  |                    |  |
| ...                  |     | ...                 |                          |  |  |       |  |  |                  |  |  |                    |  |
|                      |     | ...                 | ...                      |  |  |       |  |  |                  |  |  |                    |  |
|                      |     | ...                 | ...                      |  |  |       |  |  |                  |  |  |                    |  |
|                      |     | ...                 | ...                      |  |  |       |  |  |                  |  |  |                    |  |
|                      |     | ...                 |                          |  |  |       |  |  |                  |  |  |                    |  |

## Omaggi
Nel 1991, la città di Estavayer-le-Lac organizzò la sua prima festa medievale, per ricreare "il ritorno di Umberto il Bastardo di Savoia" dalle Crociate del 1402 . Ogni tre anni la città riprende questa idea per dare vita a questo poema epico medievale.